# Juan Manuel Funes
Pour les articles homonymes, voir Funes.
Juan Manuel Funes Fernández, ou simplement Juan Manuel Funes, né le 16 mai 1966 à Guatemala City au Guatemala, est un footballeur international guatémaltèque, qui jouait en tant que milieu offensif. 
Il compte 66 sélections et 15 buts en équipe nationale entre 1985 et 2000.

## Biographie

### Sélection
Juan Manuel Funes est convoqué pour la première fois en 1985.
Il dispute les Jeux olympiques d'été de 1988.  Il participe également à trois Gold Cup (en 1996, 1998 et 2000). 
Il compte 66 sélections et 16 buts avec l'équipe du Guatemala entre 1985 et 2000. 

## Palmarès

### En club
- Avec l'Aurora FC :
  - Champion du Guatemala en 1984
  - Vainqueur de la Coupe du Guatemala en 1984

- Avec le CSD Municipal :
  - Champion du Guatemala en 1987, 1989, 1992 et 1994
  - Vainqueur de la Coupe du Guatemala en 1995 et 1996

- Avec le CSD Comunicaciones :
  - Champion du Guatemala en 1998, 1999, A. 1999 et C. 2001

- Avec le CD Jalapa :
  - Vainqueur de la Coupe du Guatemala en 2002

### Distinctions personnelles
- Membre de l'équipe-type de la Coupe UNCAF 1997